# Tod Inlet
Pour les articles homonymes, voir Tod.
Tod Inlet est un grau du nord-ouest de la Colombie-Britannique.

## Géographie
Il est situé dans une petite crique au sud-ouest de la baie de Brentwood avec accès par voie d'eau à l'angle nord-est du parc provincial Gowlland Tod et par la communauté rurale de Willis Point. Un quai privé aux jardins Butchart adjacents, permet aussi de s'y rendre. 

## Histoire
Tod Inlet était un lieu traditionnel utilisé par la Première Nation W̱sáneć (Saanich), qui le nommait Sṉidȼeƚ, (prononcé sneed-kwith), ce qui signifie « lieu du tétras bleu ». Il s'agissait d'une zone majeure pour la cueillette de plantes comestibles et médicinales et de matériaux de construction.

## Personnalité
- Earl Denman (1914-1994), explorateur et alpiniste, y est né[3],[4],[5].